# De Havilland DH.88 Comet
de Havilland DH.88 Comet — британский двухмоторный гоночный самолёт, специально разработанный авиастроительной фирмой de Havilland для участия в авиагонке за приз МакРобертсона в ноябре 1934 года.
DH.88 (все выпущенные 5 единиц) неоднократно устанавливали рекорды перелётов, использовались на почтовых авиалиниях.

## История разработки
Среди различных спортивных соревнований 1930-х годов не последнее место занимает гонка коммерческих самолётов за приз МакРобертсона, приуроченная к столетию города Мельбурн, столицы штата Виктория в Австралии. Согласно условиям состязания, участники должны были преодолеть расстояние в 18 200 километров между аэродромами в графстве Саффолк в Англии и Флемингтон у Мельбурна.

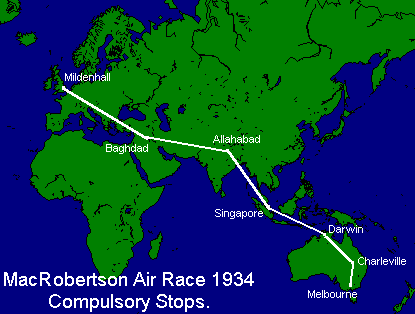
Маршрут авиагонки МакРобертсона.

И, так как на момент оглашения условий перелёта в Англии не было ни одного пригодного для такого сложного путешествия самолёта, авиаконструктор Джеффри Де Хэвиленд, воспользовавшись ситуацией, объявил, что тому, кто обратится к нему с заказом самолёта для гонки, De Havilland Aircraft Company предоставит специальную машину стоимостью до 5000 фунтов стерлингов. De Havilland гарантировала, что самолёт будет соответствовать всем условиям соревнований и преодолеет трассу со средней скоростью не менее 200 миль в час (~322 км/ч). В результате такой рекламы было получено три заказа, и de Havilland приступили к выполнению условий соглашения. Строившиеся в атмосфере повышенной секретности, самолёты получили название DH-88 Comet.
Первый DH-88 был испытан в начале октября 1934 года, и уже 20 октября все три заказанные машины стартовали в гонке:
- G-ACSP (регистрационное обозначение). Заказан супругами Эми и Джимом Моллисонами и назван «Блэк Меджик» (англ. Black Magic). Самолёт совершил беспосадочный перелёт до Багдада, но досрочно завершил гонку в Аллахабаде (Индия) — из-за некачественного топлива остановились оба двигателя.
- G-ACSR. Заказан автогонщиком Бернардом Рубином, пилотировался профессиональными пилотами К. Уоллером (англ. K.F. Waller) и Кэтгертом Джонсом (англ. O. Cathcart Jones). Финишировал на четвёртом месте, преодолев дистанцию за 108 часов и 13 минут.
- G-ACSS. Заказан владельцем отеля «Дом Гросвенора» (англ. Grosvenor House Hotel) в Лондоне — А. Эдвардсом. Пилотировался пилотами Чарльзом Скоттом (англ. C. W. A. Scott) и Томом Кэмпбелл-Блэком (англ. Tom Campbell Black) и пришёл к финишу первым, завершив гонку на одном двигателе (второй работал с перебоями) за 70 часов 54 минуты и 18 секунд.

## Эксплуатация и применение

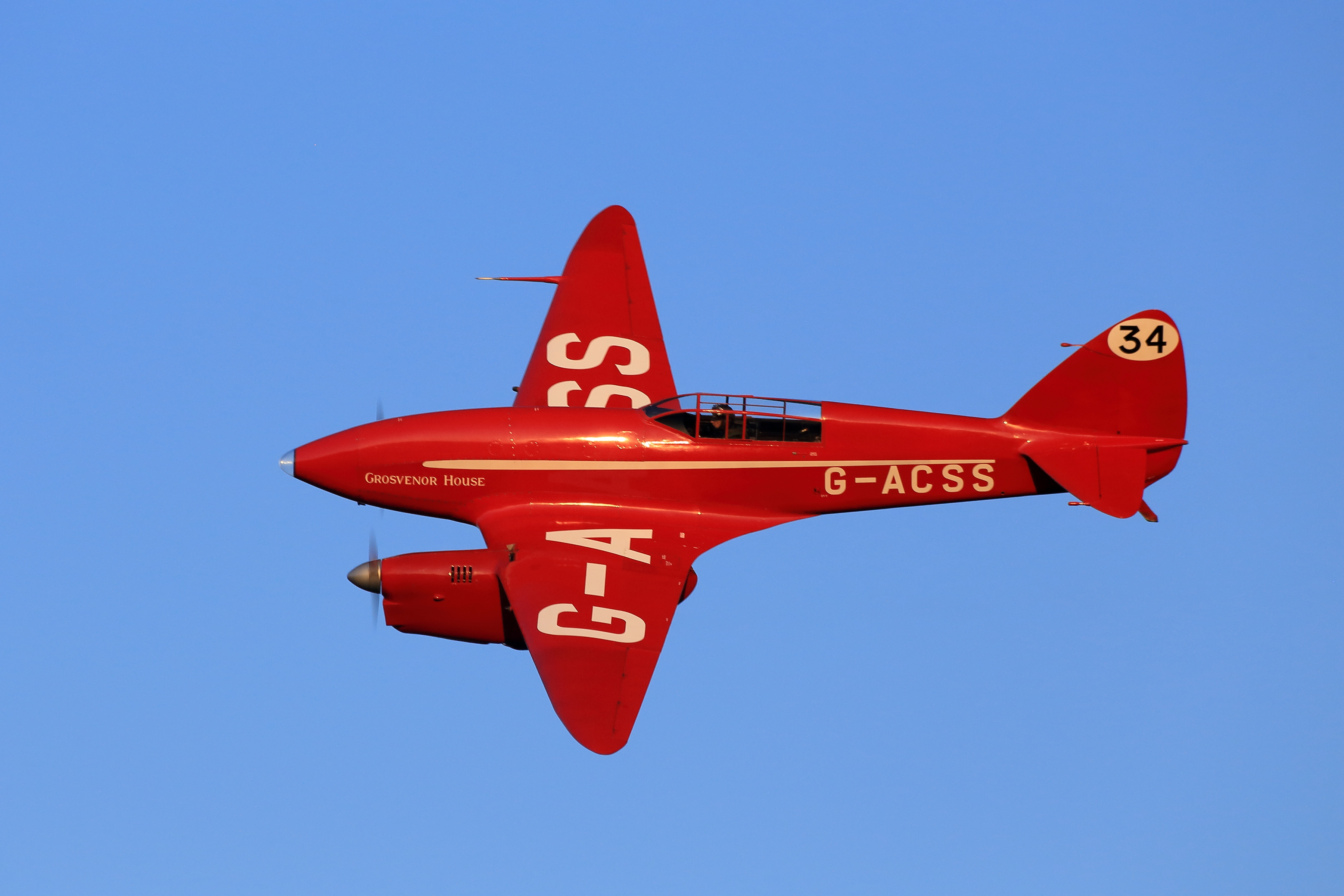
DH.88 Comet в небе.

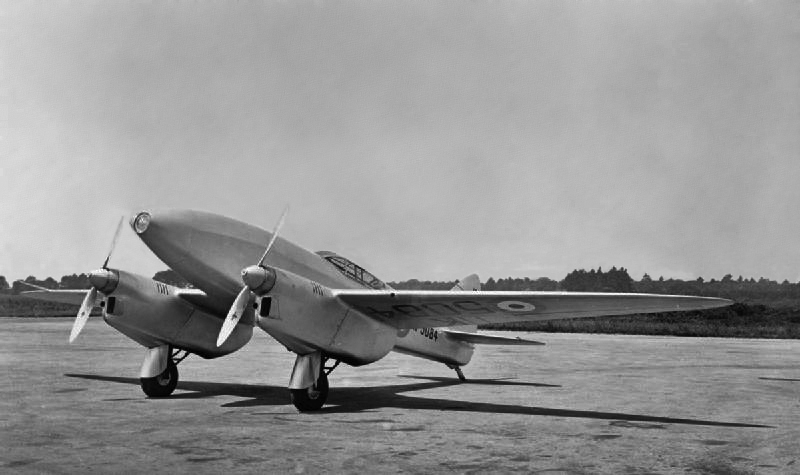
Победитель гонки, в окраске RAF во время испытаний, 1936 год (борт K5084, ранее G-ACSS).

После возвращения в Англию G-ACSP был продан Португалии и в феврале 1935 года переправлен в Лиссабон. Машина использовалась для обеспечения скоростной почтовой связи через Южную Атлантику и была списана через два года.
G-ACSR в ноябре 1934 года осуществил ещё один рекордный вылет: дальний перелёт из Бельгии в Леопольдвиль (Конго и обратно. После чего был продан Франции, также для эксплуатации на почтовой линии через Южную Атлантику (был совершён рекордный перелёт из Лондона в Ле Бурже за 52 минуты). В августе 1935 года французский пилот совершил на нём ещё один выдающийся перелёт: из Парижа через Касабланку в Дакар. По результатам успешного использования Франция заказала у De Havilland ещё один экземпляр (новый самолёт был уже оборудован специальным отсеком для почты в носовой части фюзеляжа). Оба самолёта состояли на службе до конца 1937 года (в июне 1940 года уничтожены во время пожара в ангаре в Истре). По другим данным, сгорел только F-ANPZ, а F-ANPY находился в те дни в Этампе, но в любом случае был не пригоден к полётам 
G-ACSS был выкуплен Королевскими ВВС Великобритании и два года использовался для различных испытаний, во время которых несколько раз попадал в аварии. После того, как G-ACSS второй раз сломал шасси при посадке, его было решено списать, однако самолёт был выкуплен. На нём были заменены двигатели (Gipsy Six II), и после получения нового регистрационного кода, на нём заняли четвёртое место в международной гонке коммерческих самолётов из Марселя в Дамаск и обратно в 1937 году, участвовали (12 место) в соревнованиях на королевский кубок (англ. King's Cup Air Race). В марте 1938 года пилоты Артур Клоустон и Виктор Рикеттс (англ. Victor Anthony Ricketts) совершили на нём рекордный перелёт до Новой Зеландии и обратно, преодолев 42 567 км за 10 дней 21 час и 22 минуты. Впоследствии G-ACSS был выкуплен для музейной коллекции Shuttleworth Collection.
Последний (пятый) DH-88 (G-ADEF) был построен по заказу Сирила Николсона (англ. Cyril Nicholson). На нём Том Кэмпбелл-Блэк и Дж. Макартур (англ. J.C.McArthur), совершили рекордный перелёт из Лондона в Кейптаун. G-ADEF разбился 22 сентября 1935 года в Судане.

## Конструкция
DH-88 Comet был свободнонесущим двухмоторным низкопланом деревянной конструкции с убирающимися шасси. Крыло самолёта трёхлонжеронное, с фанерной обшивкой (отдельные части крыла и элероны были обтянуты полотном). Деревянный набор фюзеляжа также обшит фанерой. Двухместная кабина предполагала тандемное размещением пилотов и имела двойное управление, однако приборная доска устанавливалась только перед передним креслом. Хвостовое оперение цельнодеревянное, свободнонесущее. Шасси классического типа, с управляемым костылём, главные колёса убирались механическим способом в мотогондолы.
Специальные двигатели Gipsy Six R — инвертные (с коленвалом, расположенным над блоком цилиндров), шестицилиндровые, с воздушным охлаждением. Выдаваемая мощность составляла 230—285 л. с. (на высоте 3050 метров — 160 л. с.). Воздушные винты двухлопастные, изменяемого шага. В фюзеляже размещались три топливных бака, вместимостью 528, 500 и 91 литров. Маслобаки (31 литр) размещались в задней части каждой мотогондолы.

## Тактико-технические характеристики

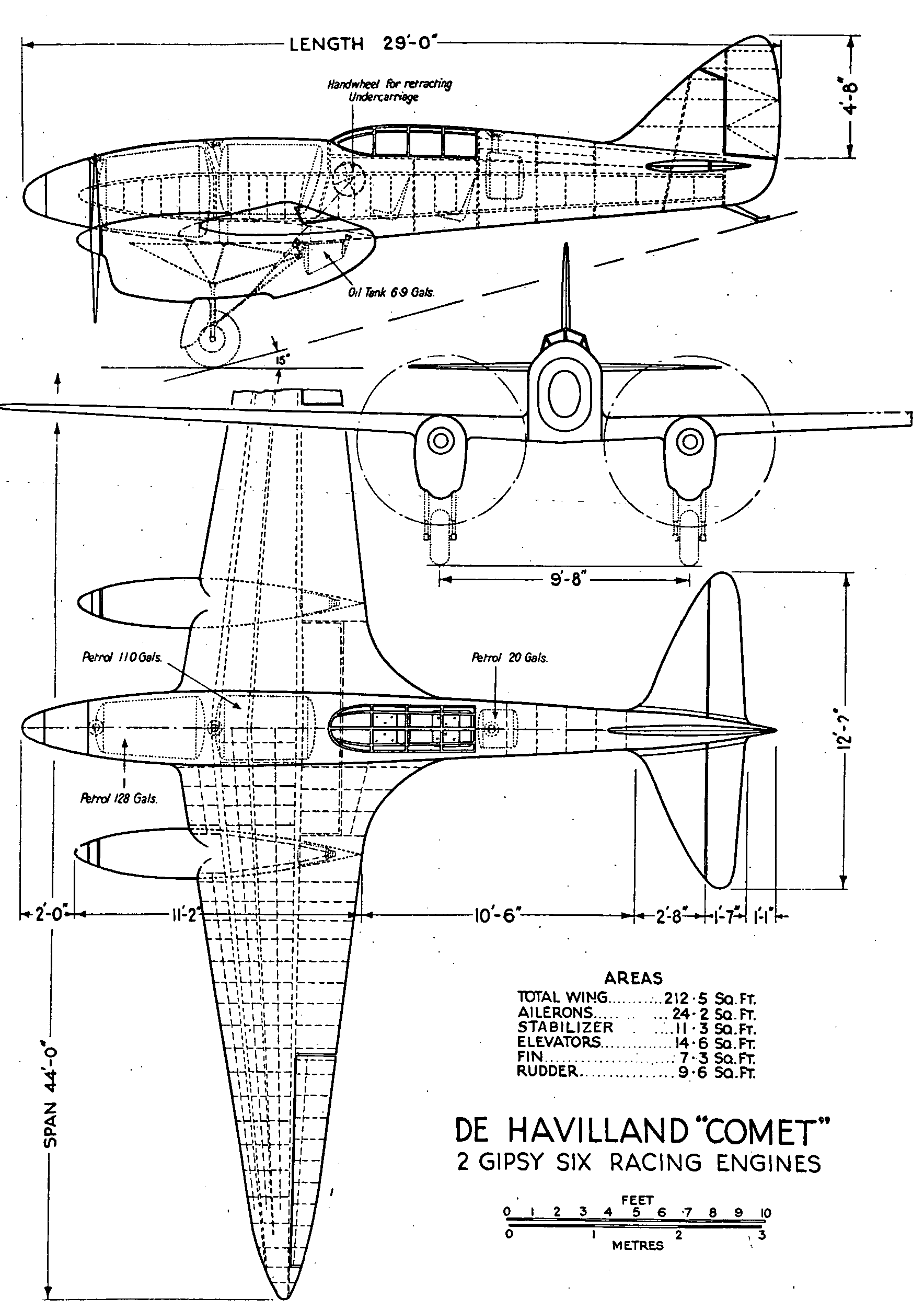
Схема DH.88

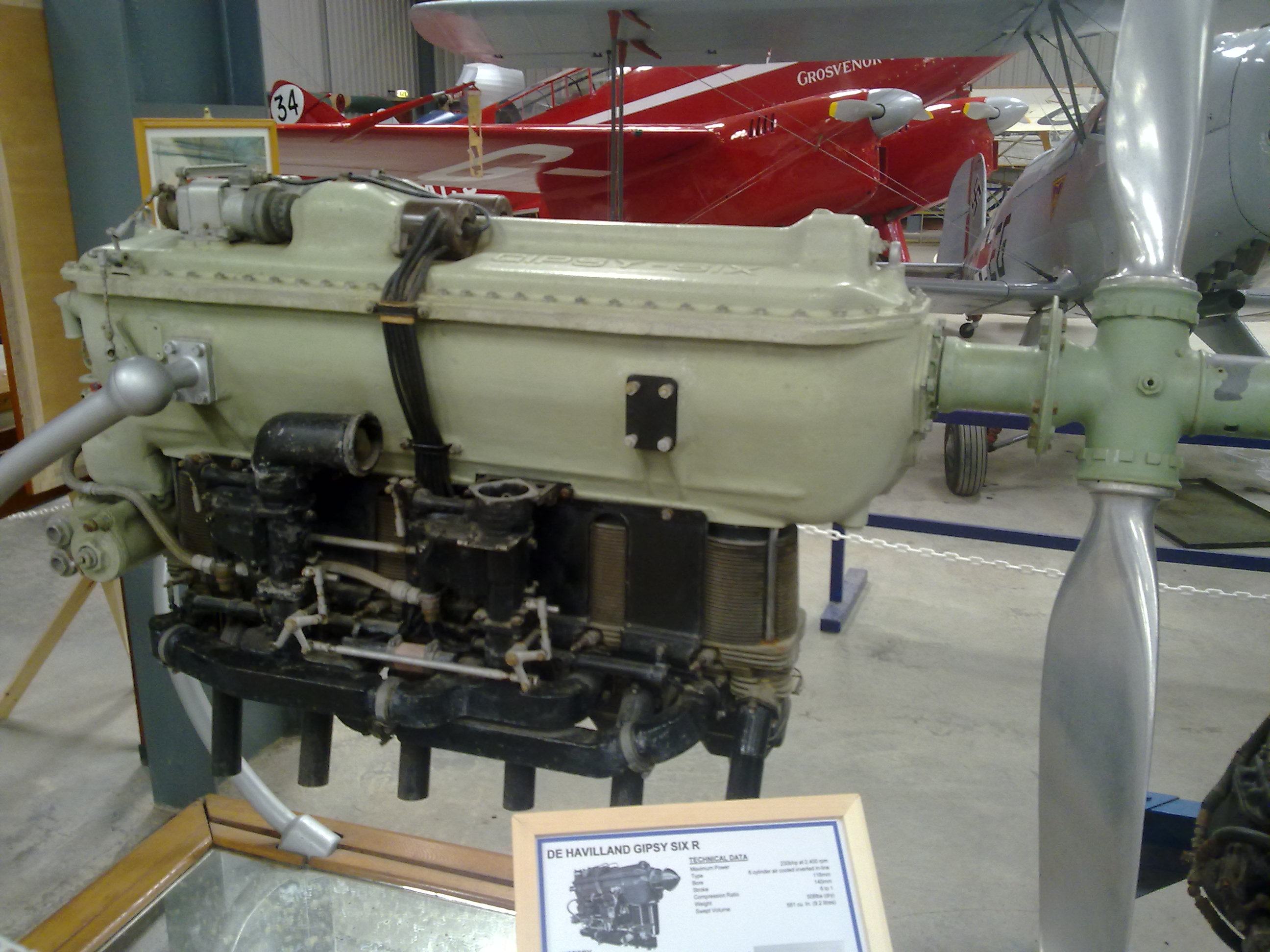
Двигатель Gipsy Six R в музее Shuttleworth Collection, 2010 год.

Источник данных: De Havilland Aircraft since 1909,

Технические характеристики
- Экипаж: 2
- Длина: 8,84 м
- Размах крыла: 13,41 м
- Высота: 3,0 м
- Площадь крыла: 19,74 м²
- Профиль крыла: RAF 34[10]
- Масса пустого: 1 329 кг
- Максимальная взлётная масса: 2 517 кг
- Силовая установка: 2 × рядный 6-цилиндровый воздушного охлаждения de Havilland Gipsy Six R
- Мощность двигателей: 2 × 230 л.с. (2 × 170 кВт)
- Воздушный винт: двухлопастный Ratier изменяемого шага

Лётные характеристики
- Максимальная скорость: 381 км/ч
- Крейсерская скорость: 350 км/ч
- Скорость сваливания: 119 км/ч
- Практическая дальность: 4 707 км
- Практический потолок: 5 800 м
- Скороподъёмность: 4,6 м/с

## Эксплуатанты
Великобритания
- G-ACSP "Black Magic" супругов Моллисон: продан Португалии
- Министерство Авиации (испытания): K5084 (G-ACSS)
- G-ACSR "Reine Astrid" продан Франции
- G-ADEF "Boomerang"  разбился 22.08.1935
- Собрание Шаттлуорта: тот же G-ACSS

 Франция
-  ВВС Франции: F-ANPY (бывший G-ACSR) и новый F-ANPZ.

 Португалия
- Правительство Португалии: CS-AAJ "Salazar" (бывший G-ACSP) списан в 1937 году

## Рекордные полёты
| Дата                            | Самолёт | Экипаж                            | Маршрут                                 | Дистанция               | Время              | Notes                                                 |
| ------------------------------- | ------- | --------------------------------- | --------------------------------------- | ----------------------- | ------------------ | ----------------------------------------------------- |
| 20–21 октября 1934 года         | G-ACSP  | Джим Моллисон и Эми Моллисон      | Англия — Карачи                         |                         |                    | Во время Авиагонки на приз Макробертсона              |
| 20–23 октября 1934 года         | G-ACSS  | Чарльз Скотт и Том Кэмпбелл Блэк  | Англия — Австралия                      | 11 000 миль (18 000 км) | 70 ч 55 мин        | Победитель Авиагонки на приз Макробертсона            |
| 20 октября – 2 ноября 1934 года | G-ACSR  | Оуэн Кэткарт Джоунс и Кен Уоллер  | Англия — Австралия — Англия             | 22 000 миль (35 000 км) | 13 дней 6 ч 43 мин | Первый участок трассы Авиагонки на приз Макробертсона |
| 20 декабря 1934 года            | G-ACSR  | Кен Уоллер и Морис Франкомм       | Брюссель — Бельгийское Конго — Брюссель | 882 мили (1419 км)      | 44 ч 40 мин        | Также рекорды на промежуточных участках.              |
| 26 февраля 1935 года            | CS-AAJ  | Карлос Блек и Коста Маседу        | Лондон — Лиссабон                       | 1010 миль (1630 км)     | 6 ч 30 мин         | [ 11 ]                                                |
| 11 апреля 1935 года             | F-ANPY  | Хью Бекингем и Мартин Шарп        | Кройдон — Ле-Бурже                      | 205 миль (330 км)       | 56 мин             | Именовался Cité d'Angoulême IV                        |
| 5 июля 1935 года                | F-ANPZ  | Хьюберт Броуд                     | Кройдон — Ле-Бурже                      | 205 миль (330 км)       | 50 мин             | [ 11 ]                                                |
| 1–2 августа 1935 года           | F-ANPY  | Жан Мермоз и Лео Жими             | Париж — Касабланка — Дакар              | 2990 миль (4810 км)     | 15 ч 41 мин        | Обратный путь пройден быстрее.                        |
| сентябрь 1935 года              | F-ANPY  | Жан Мермоз и Лео Жими             | Париж — Алжир                           |                         | 8 ч 38 мин         | [ 11 ]                                                |
| июль 1937 года                  | CS-AAJ  | Коста Маседу                      | Лондон — Лиссабон                       | 1010 миль (1630 км)     | 5 ч 27 мин         | Побит собственный рекорд                              |
| 14–16 ноября 1937 года          | G-ACSS  | Артур Клоустон и Бетти Кирби-Грин | Лондон — Кейптаун                       | 7200 миль (11 600 км)   | 45 ч 2 мин         | Именовался Burberry.                                  |
| 18–20 ноября 1937 года          | G-ACSS  | Артур Клоустон и Бетти Кирби-Грин | Кейптаун — Лондон                       | 7200 миль (11 600 км)   | 57 ч 23 мин        | Обратный путь.                                        |
| 15–20 марта 1938 года           | G-ACSS  | Артур Клоустон и Виктор Риккеттс  | Лондон — Новая Зеландия                 | 13 179 миль (21 210 км) | 104 ч 20 мин       | Именовался Australian Anniversary.                    |
| 20–26 марта 1938 года           | G-ACSS  | Артур Клоустон и Виктор Риккеттс  | Новая Зеландия — Лондон                 | 13 179 миль (21 210 км) | 140 ч 12 мин       | Обратный путь, финал кольцевого маршрута.             |

## Самолёт в массовой культуре

### В кинематографе
Один из персонажей выпущенного в 2013 году мультфильма студий Дисней/Pixar Самолёты — DH.88 по имени "Бульдог" (озвучивал британский актёр Джон Клиз).

## В моделизме
Сборная модель самолёта DH.88 выпускалась несколькими фирмами, в частности, британскими Airfix и Frog, а также выкупившей мощности последней советской Novo (фабрика «Ташигрушка»).